# D-18T (エンジン)
D-18Tは、ソビエト連邦初の推力20,000kgf（44,000lbfまたは196kN）を超える3軸式高バイパスターボファンエンジンで大型輸送機のために開発された。

## 概要
ファンリバーサを備える。モジュラー式エンジンで各部を交換できる。1979年12月に実物大のエンジンが製造された。最初の飛行は1982年3月、Il-76LL試験機によって行われた。同年12月24日、An-124が初飛行した。D-18Tの生産は1997年に終了して2002年から改良型のシリーズ3が生産される。

## 設計と開発
西側諸国では、アメリカ空軍のC-5向けに開発されたゼネラル・エレクトリック TF39を端緒として高バイパス比ターボファンエンジンが普及し、1970年代に入ると民間機でも広く用いられるようになっていった。これに対し、ソビエト連邦では高バイパス比ターボファンエンジンの実用化に手間取っており、同国初のワイドボディ機として開発したIl-86の採用数が伸び悩む一因となった。
旅客機の場合、計画経済のもとで東側諸国の国有企業から一定の発注があるため、西側諸国の機体と比べて性能的に劣っていても大きな問題にはならないが、軍用機の性能劣位は重大問題となることから、ソビエト連邦軍はC-5に対抗できる戦略輸送機を実現するには高バイパス比ターボファンエンジンの開発が必須であると判断した。これによって開発されたのが本エンジンであり、1970年代後半よりプロフレース設計局によって着手された。1984年からザポリージャのモトール・シーチ工場で生産された。ウクライナの大型輸送機An-124 ルスラーンとAn-225 ムリーヤに使用される。
- 1980年9月19日 - 実物大エンジンの始動
- 1982年12月24日 - An-124が初飛行
- 1985年12月19日 – 公式地上試験に合格

現在、188基のD-18T エンジンが運用中で、総飛行時間は100万時間を越える。

## 搭載機
- アントノフ An-124
- アントノフ An-225

## 仕様

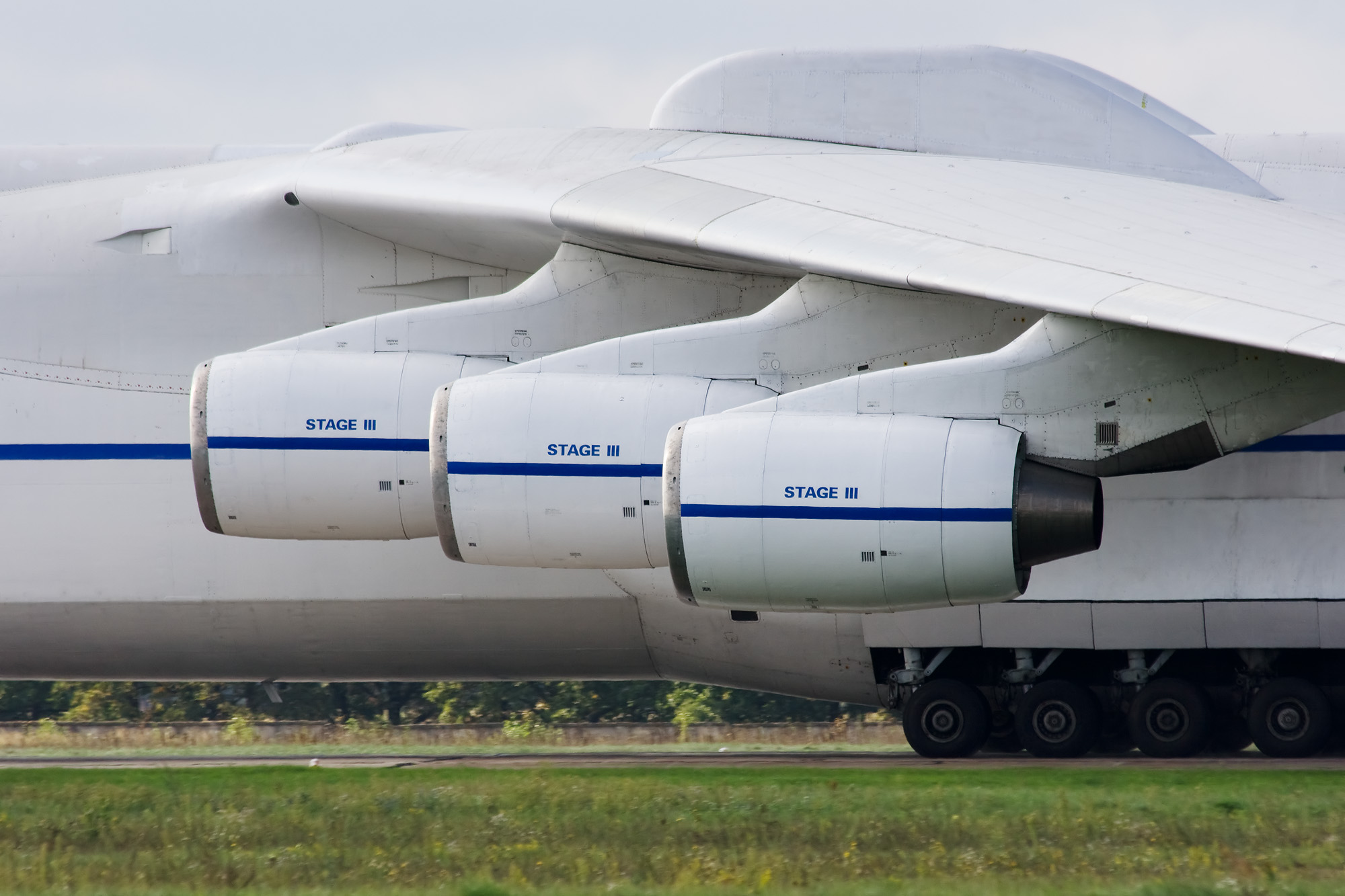
アントノフ An-225 ムリーヤのD-18T エンジン

| 項目                                   | データ              | データ              | データ              |
| -------------------------------------- | ------------------- | ------------------- | ------------------- |
| 項目                                   | D-18Т               | D-18Т シリーズ 3    | D-18Т シリーズ 4    |
| 最大離陸時（N=0, Мn=0, ISA）           |                     |                     |                     |
| 推力                                   |                     |                     | 25,830kg            |
| 離陸時（N=0, Мn=0, ISA）               |                     |                     |                     |
| 推力                                   | 23,430kg            | 23,430kg            | 23,430kg            |
| 最大巡航時（N=11,000 м, Мn=0,75, ISA） |                     |                     |                     |
| 推力                                   | 4,860kg             | 5,000kg             | 5,100kg             |
| 燃料消費                               | 0,546kg/kg h        | 0,561kg/kg h        | 0,578kg/kg h        |
| バイパス比                             | 5,6                 | 5,6                 | 5,6                 |
| 外形寸法                               |                     |                     |                     |
| 外形                                   | 5,400×2,937×2,792mm | 5,400×2,937×2,792mm | 5,400×2,937×2,792mm |
| 乾燥重量                               | 4,100kg             | 4,100kg             | 4,100kg             |
| 整備間隔                               | 1,250h              | 24,000h             | 24,000h             |

一般的特性
- 形式: 3軸式高バイパスターボファン
- 全長: 5.4m（212.6in）
- 全幅：2.93m（115.6in）
- 全高：2.79m（109.9in）
- ファン直径：2.33m（91.73in）
- 直径:
- 乾燥重量: 4,100kg（9,039lb）

構成要素
- 圧縮機: 7段中圧圧縮機, 7段軸流式高圧圧縮機
- 燃焼器: アンニュラー式燃焼器
- タービン: 高圧単段タービン, 中圧単段タービン, 低圧4段タービン

性能
- 推力: 23,430 Kgf; 51,655重量ポンド (229.77 kN)
- 全圧縮比（英語版）: 27.5
- バイパス比：5.7
- タービン入口温度: 1,600°K（1,327°C; 2,420°F）
- 推力重量比: Approx 5.7:1